# هاینرسبروک
هاینرسبروک (به آلمانی: Heinersbrück) یک شهر در آلمان است که در اشپری-نایسه واقع شده‌است. هاینرسبروک ۶۸۳ نفر جمعیت دارد.